# Drousia
Drousia (griechisch Δρούσια), auch Drouseia, Dhrousha oder Droushia, ist eine Gemeinde im Bezirk Paphos in der Republik Zypern. Bei der Volkszählung im Jahr 2021 hatte sie 473 Einwohner.

## Name
Der Ortsname stammt von dem griechischen Wort für „kühl“ (drosera) ab. Er bezieht sich auf die kühle Brise, die von der Akamas-Halbinsel heraufzieht.

## Lage und Umgebung

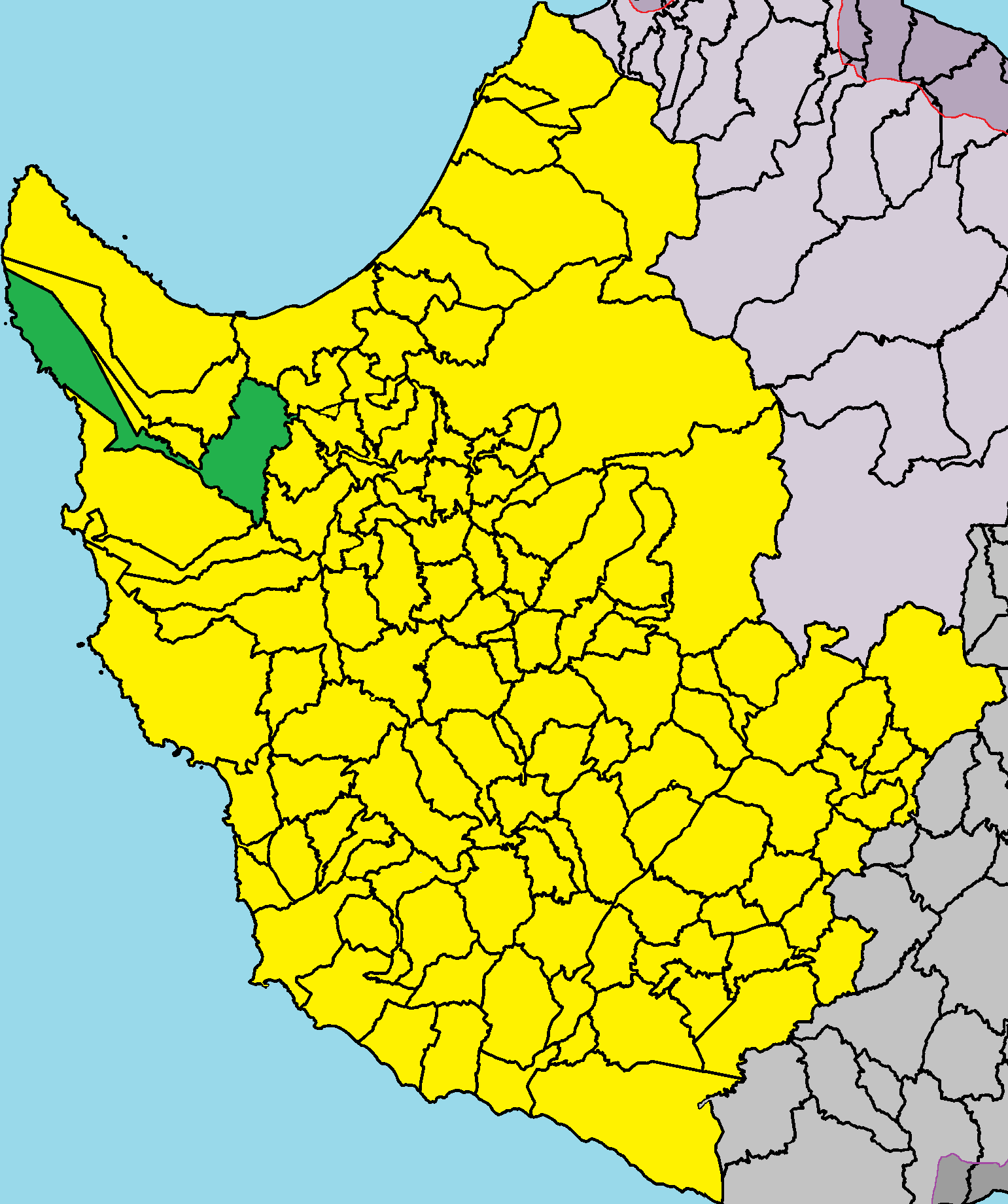
Lage im Bezirk Paphos

Drousia liegt in der Bergregion von Laona im Westen der Mittelmeerinsel Zypern auf einer Höhe von etwa 635 Metern, etwa 30 Kilometer nördlich von Paphos, 90 Kilometer nordwestlich von Limassol und 170 Kilometer von Nikosia. Das 37,2213 Quadratkilometer große Dorf grenzt im Norden an Androlikou, Fasli und Polis, im Osten an Chrysochou, Goudi, Terra und Kritou Tera und im Süden an Kato Arodes und Inia. Der Westen des Verwaltungsgebiets grenzt an das Mittelmeer. Das Dorf kann entweder über die Straße B7 und die E711 oder über die E709 und die F708 erreicht werden.

## Bevölkerungsentwicklung
Den in Zypern durchgeführten Volkszählungen zufolge erreichte die Bevölkerung der Gemeinde 1946 mit fast 1000 Einwohnern ihren Höhepunkt und war von Beginn der britischen Herrschaft bis dahin nach Pegia das zweitgrößte Dorf im Bezirk Paphos. Dann zeigte es einen Rückgang. Bei den letzten beiden Volkszählungen war jedoch wieder ein Anstieg zu verzeichnen.
Die folgende Tabelle zeigt die Bevölkerung der Gemeinde, wie sie in den in Zypern durchgeführten Volkszählungen erfasst wurde.
| Jahr      | 1881 | 1891 | 1901 | 1911 | 1921 | 1931 | 1946 | 1960 | 1976 | 1982 | 1992 | 2001 | 2011 | 2021 |
| Einwohner | 601  | 607  | 631  | 621  | 693  | 741  | 843  | 643  | 496  | 452  | 386  | 386  | 405  | 473  |